# Stift Bethlehem
Das Stift Bethlehem in Ludwigslust ist eine deutsche rechtsfähige kirchliche Stiftung privaten Rechts. Sie wird durch ein Kuratorium geleitet. Die Stiftung betreibt ein Krankenhaus, Altenheime und eine Kindertagesstätte. Sie hat ihren Hauptsitz in einem denkmalgeschützten Gebäudekomplex gleichen Namens.

## Aufgabe
„Die Stiftung hat die Aufgabe, durch das Errichten und Betreiben geeigneter Einrichtungen den Auftrag christlicher Nächstenliebe auszuführen. 2Sie erfüllt damit den Auftrag Jesu Christi, wie er im Leitwort der Stiftung dokumentiert ist (Matthäus 25, 40). 3Ihr diakonisches Handeln versteht sie als Wesensäußerung kirchlichen Diensts in einer Glaubens- und Dienstgemeinschaft innerhalb des Evangelisch-Lutherischen Kirchenkreises Mecklenburg.“

## Geschichte
Helene v. Bülow und ihre Nichte und Nachfolgerin im Amt der Oberin des Stiftes, Ina Gräfin v. Bassewitz, verstanden es, ihre ihnen schon durch Geburt zugefallene Stellung in der mecklenburgischen Gesellschaft des 19. Jahrhunderts wirksam für die Verwirklichung ihrer Ziele beim Aufbau einer weit verzweigten und fest gegründeten sozialen Struktur, ausgehend vom Mutterhaus in Ludwigslust, dem Stift Bethlehem, zu nutzen. Beide Frauen hatten sich für ein aktives soziales Engagement entschieden, obgleich ihnen die Gesellschaft auch ein behütetes Leben in einem der mecklenburgischen Damenstifte Kloster Dobbertin und Kloster Malchow ermöglicht hätte.

### Helene von Bülow

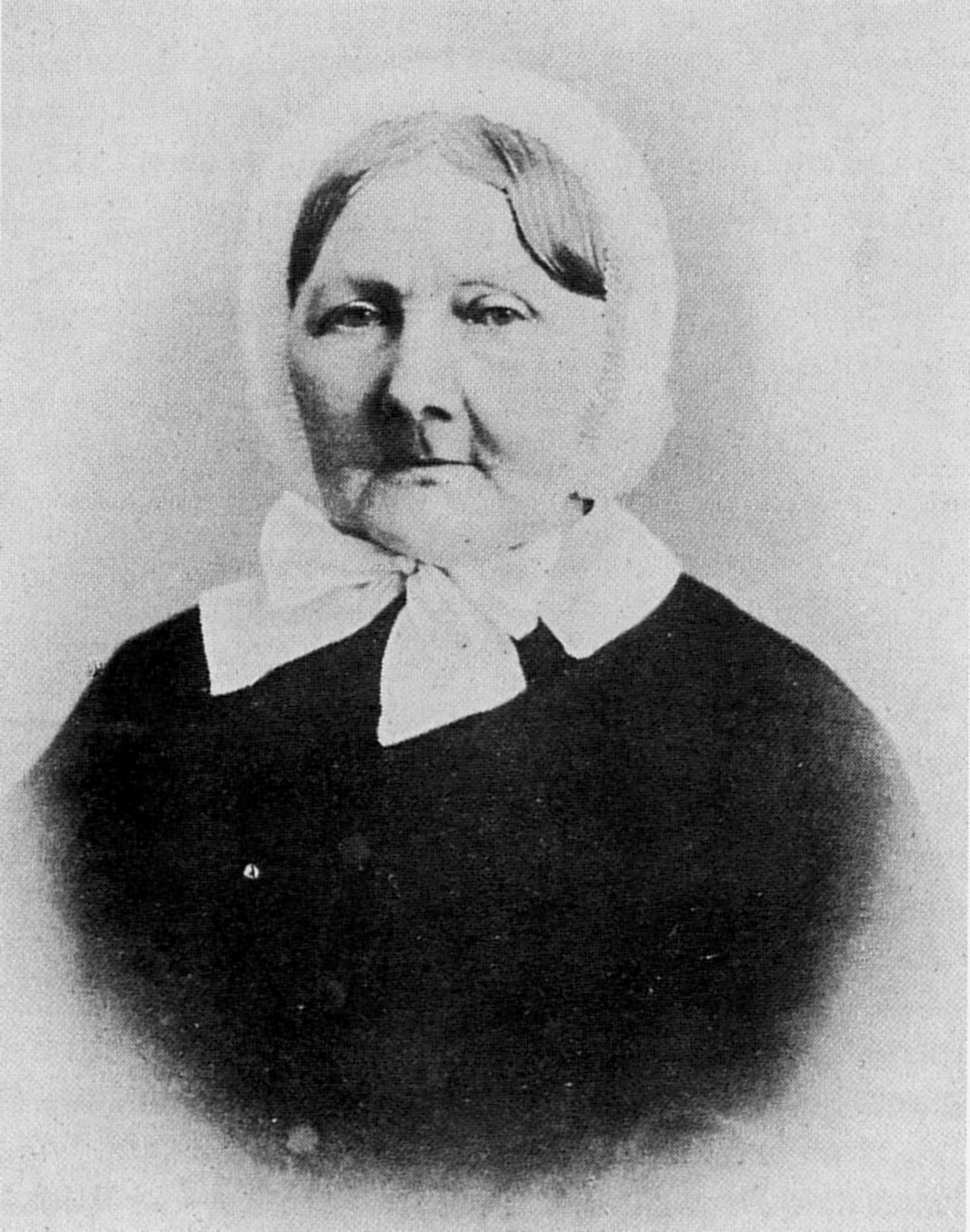
Helene v. Bülow

Gründerin des Stifts Bethlehem war Helene von Bülow (1816–1890). Sie wurde am 14. Januar 1816 als drittes von zwölf Kindern von Bernhard Joachim Ludwig von Bülow auf Camin bei Wittenburg und Elise, geb. von der Lühe, geboren und am 18. Januar 1816 unter Nr. 923 im Dobbertiner Einschreibebuch des Klosters Dobbertin eingeschrieben. Das väterliche Gut war seit 1663 in Familienbesitz.
Helene erhielt gemeinsam mit ihren Geschwistern Unterricht bei Privatlehrern. 1829 besuchte sie das Schulpensionat von Fräulein von der Sode in Ratzeburg. In Jugendjahren übersetzte sie mit Eifer Lord Byrons Childe Harold’s Pilgrimage.
Nach dem Tod des Vaters und des älteren Bruders Bernhard zog die Mutter mit ihren Kindern 1842 nach Ludwigslust. Hier war Helene von Bülow im „Armen- und Krankenbesuchskreis“ des Frauenvereins tätig. Sie war auch eine begeisterte Hörerin der Predigten des Theologen Theodor Kliefoth, des späteren Oberkirchenratspräsidenten und bedeutenden Vertreter des Neuluthertums.
Helene von Bülow sprach von der heißen Sehnsucht nach einem Beruf, in dem sie Christus dienen könnte. Ihre Freundin Marianne von Rantzau (1811–1855) berichtete ihr von der Arbeit des Erweckungstheologen Theodor Fliedner, der 1836 in Kaiserswerth bei Düsseldorf ein Diakonissen-Mutterhaus zur Ausbildung evangelischer Krankenpflegerinnen und „Kleinkinderlehrerinnen“ gegründet hatte. Im März 1846 ging sie für ein Jahr in das Diakonissenmutterhaus und absolvierte dort ein Praktikum mit allen Arbeitsfeldern der Diakonissen. 1847 kehrte sie nach Ludwigslust zurück und arbeitete im Vorstand der Ludwigsluster Kleinkinderschule. Ihre Bemühungen, das schlecht ausgestattete Hospital der Stadt zu verbessern, schlugen fehl. Im selben Jahr besuchte sie das im Aufbau befindliche Berliner Zentral-Diakonissenhaus Bethanien, dessen Oberin Marianne von Rantzau war. Der ebenfalls anwesende Theodor Fliedner gab den Rat, mit einem kleinen Kinderhospital zu beginnen, da Neuerungen nach seiner Ansicht in einem eigenen Haus erfolgreicher durchzuführen seien, als eine bestehende Einrichtung zu verbessern. Es folgten noch Besuche in Hamburg im Kinderhospital von Amalie Sieveking und im Rauhen Haus bei Johann Hinrich Wichern.
Im Herbst 1854 besichtigte die neue Oberin Krankenhäuser im Mecklenburg. In Wismar und Rostock fand sie die Zustände unter aller Kritik, Schmutz und Unordnung, dumpfige Stuben. Im Juni 1860 begleitete sie Großherzogin Auguste nach Berlin, gemeinsam besuchten sie Bethanien, wo die Cousine der Großherzogin, Anna Gräfin von Stolberg, Oberin war. Helene von Bülow baute ihr Lebenswerk ganz auf ihre eigenen Erfahrungen. Als sie am 17. November 1890 starb, hinterließ sie ein modernes Sozialgefüge, das seinen festen Platz innerhalb Mecklenburgs gefunden hatte.

### Gründung

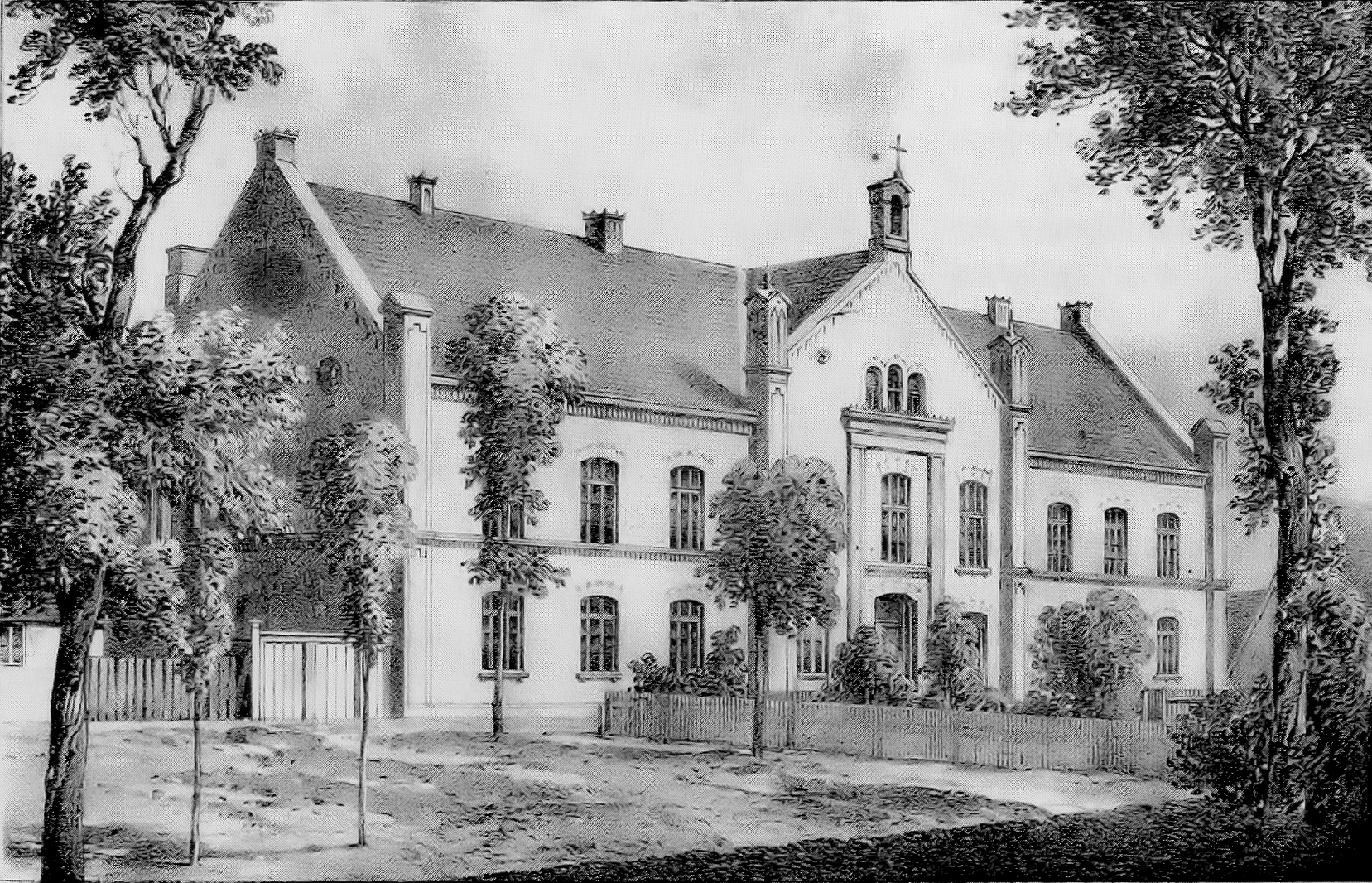
Das neue Haus (1855)

Sofort nach ihrer Rückkehr aus Berlin erwarb Helene von Bülow im Juni 1847 die kleine Büdnerei Nr. 18 vor dem Schweriner Tor im damaligen Ludwigsluster Vorort Kleinow, um ein Kinderhospital einzurichten. Ende Oktober besuchte Theodor Fliedner Helene von Bülow, brachte eine Kaiserwerther Diakonisse zur Unterstützung mit und weihte das Haus. Am 1. November 1847 wurde das erste Kind aufgenommen. Im Haus wurden die Kinder der ärmeren Bevölkerung, auch aus der Umgebung der Stadt, von einem Ludwigsluster Arzt behandelt. Manche Kinder wurden über einen langen Zeitraum behandelt und betreut.
Den Großteil der entstehenden Kosten für Unterbringung, Verpflegung und Kleidung übernahm Helene von Bülow aus ihrem Privatvermögen. Ab 1830 erhielt sie eine Hebung aus dem Kloster Dobbertin, die sich bis zum Jahr 1852 zu einer vollen Geldhebung anhob. Diese regelmäßigen Einkünfte, wie auch das Erbe ihrer Eltern, hatte Helene von Bülow ganz in ihr Lebenswerk investiert. Sie plante bald eine Vergrößerung des Hauses, um auch die bis dahin medizinisch vernachlässigten Frauen unterbringen zu können und eine Erweiterung und den Ausbau zur Diakonissenanstalt. Unterstützt wurde sie in ihren Plänen vom Großherzog Friedrich Franz II. und der Großherzogin Auguste, die die Einrichtung oft besuchte. Durch die finanzielle Hilfe des Großherzogspaares konnte am 9. Juli 1850 die Grundsteinlegung eines neuen Hauses stattfinden, das am 3. November 1851 in Anwesenheit der „Allerhöchsten Herrschaften aus Schwerin“ durch Superintendent Schliemann eingeweiht wurde.
Auf Wunsch Helene von Bülows, die am Weihnachtsmorgen 1841 nach dem Tod eines Bruders endgültig zu Gott gefunden hatte, wurde der Name Stift Bethlehem gewählt. Am Einweihungstag wurde Helene von Bülow als Oberin bestätigt und kirchlich in ihr Amt eingeführt.

### Stiftung
Helene von Bülow übergab ihren Besitz der Stiftung, was in einem umfangreichen Schenkungsvertrag mit der Evangelisch-lutherischen Landeskirche festgehalten wurde. In diesem Vertrag wurde unter anderem festgeschrieben, dass die Oberin das Recht hatte, ihre Nachfolgerin zu bestimmen und dass der Großherzog von Mecklenburg-Schwerin als Oberbischof durch seinen Oberkirchenrat die Oberin, wenn sie sich als ungeeignet erwies, entlassen konnte. Die feste, durch den Stiftungsvertrag bedingte Einbindung des Stiftes in die Landeskirche unterschied die Ludwigsluster Einrichtung von allen anderen Anstalten und führte dazu, dass alle wichtigen Personalangelegenheiten, Gestellungsverträge oder Kassenabschlüsse durch den Oberkirchenrat genehmigt werden mussten. Dem Stift wurden am 29. Juni 1860 durch landesherrlichen Erlass die Rechte einer juristischen „frommen Stiftung“ (pium corpus) verliehen.
Die Ausbildung von Schwestern und Pflegerinnen wurde ab 1860 durch einen Pastor begleitet. Ab 1866 war dies Johannes Krabbe. Möglich wurde die Einstellung eines Stiftgeistlichen, nachdem durch den ständischen Landtag als Dank für die Arbeit der Diakonissen während einer schweren Choleraepidemie eine Summe von 10.000 Talern bewilligt worden war. Die ungewöhnlich starke Stellung der Oberin führte bei allen Stiftsgeistlichen zu Protesten, denn gewöhnlich leiteten die Geistlichen die Anstalt. Helene von Bülow führte das Stift aber unangefochten bis zu ihrem Tod 1890, gab aber 1878 nach eingehenden Gesprächen, in denen auch Theodor Kliefoth vermittelte, einige Aufgaben, wie Registratur und Baufragen, ab. Nachfolgerin Helene von Bülows wurde am 11. Januar 1891 ihre Nichte Ina von Bassewitz (1850–1940).
Am 11. Dezember 1915 erfolgte eine Satzungsänderung. Danach teilten sich Stiftsgeistlicher und Oberin in abgegrenzten Bereichen die Leitung des Hauses. Ein Verwaltungsvorstand aus Wirtschaftsleiter, Pastor und Oberin wurde gegründet. Weitere Satzungsänderung wurden am 18. Mai 1922 und 20. Januar 1994 notwendig, um Anpassungen an die veränderten gesellschaftlichen Verhältnisse vorzunehmen. 2011 erfolgte eine Anpassung, die die Fusion der Ev. Landeskirche Mecklenburg in die Nordkirche berücksichtigte. Die letzte Änderung erfolgte am 27. Juni 2018.

### Ausbildung der Schwestern
Das Stift Bethlehem war für viele junge Frauen eine seltene Möglichkeit, einen examinierten Beruf auszuüben. Waren es in den ersten 20 Jahren des Bestehens gerade 32 Frauen, die eintraten, wuchs die Zahl in den Jahren 1870 bis 1890 um 100 und 1910 arbeiteten 250 Diakonissen im Stift. Im Jahr 1873 wurde mit der fast ausschließlich vom Großherzog finanzierten Marienschule eine Ausbildung für jeweils 20 Vorschülerinnen eröffnet, an die sich dann die Zeit als Probeschwester anschloss. Die Marienschule, deren Namensgeberin die Großherzogin Marie war, setzte ihren Schwerpunkt auf die religiöse Ausbildung. Medizinische Ausbildungsinhalte kamen erst später zum Tragen. Eine weitere Ausbildungsstätte, die Helenenschule als Kinderlehrerinnenseminar, wurde 1877 eingerichtet. Die Absolventinnen arbeiteten später als Kindergärtnerinnen in Mecklenburg.

### Paramentenwerkstatt

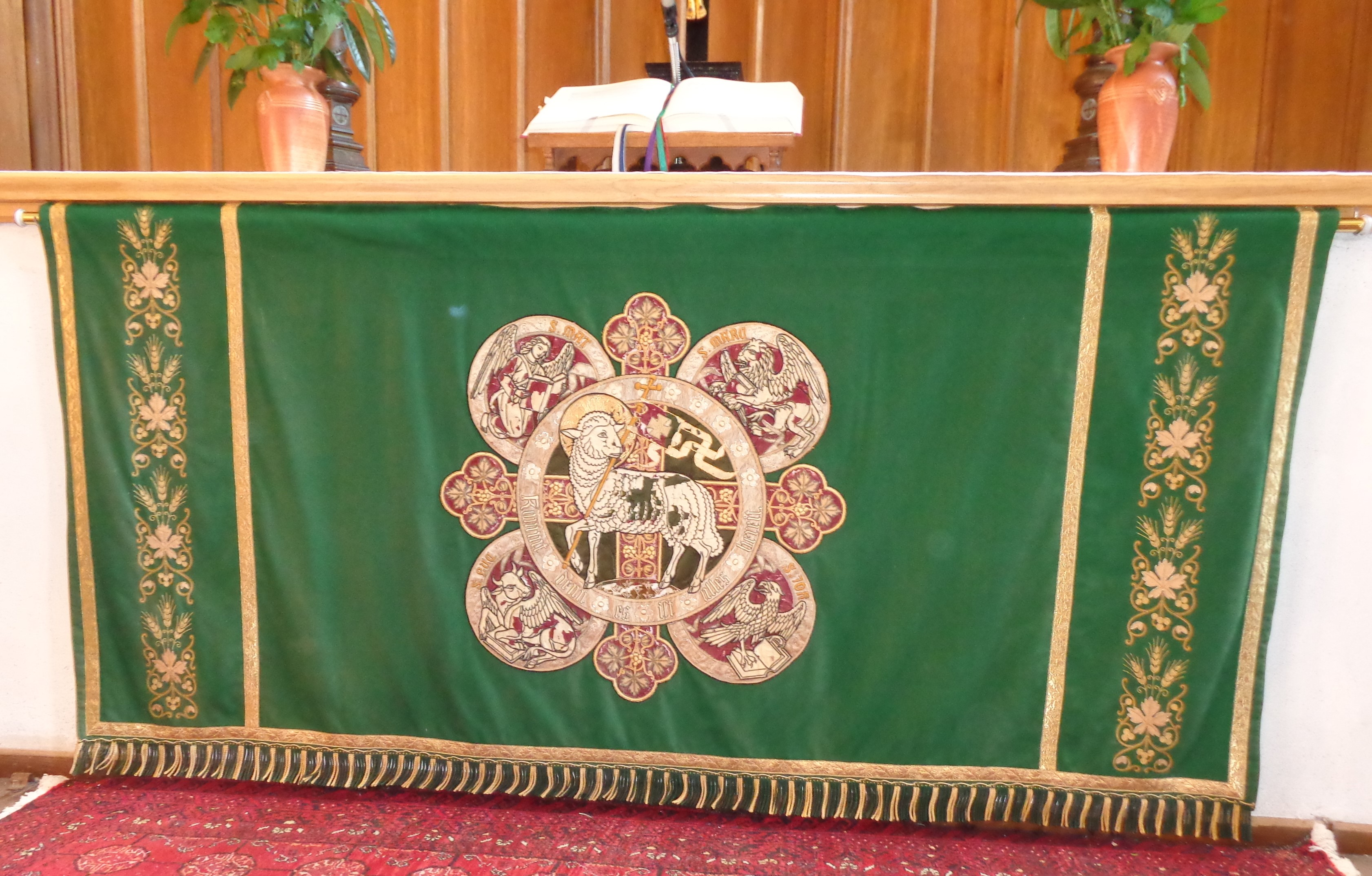
Antependium in der Plauer Kirche

Der im Jahr 1876 von Martha von Maltzan auf Langhagen († 1883) gegründete Mecklenburgische Paramentenverein unterhielt in Ludwigslust seine Werkstatt, aus der 1907 die Paramentenwerkstatt des Stift Bethlehem hervorging. Die Arbeiten von Verein und Werkstatt, vor allem hochwertige Antependien, waren in den meisten Mecklenburger Kirchen zu finden; erhalten sind sie zum Beispiel in der Pfarrkirche St. Marien (Plau am See), der Dorfkirche in Darß oder in Gehlsbach. Der Arbeitsbericht des Mecklenburgischen Paramentenvereins für das Jahr 1891 weist nach, daß im vorigen Jahr 148 Arbeiten (nach den Entwürfen des Musterzeichners Eugen Beck in Herrnhut) vom Verein teils fertig geliefert, teils zur Ausführung durch andere Hände eingerichtet worden sind, nämlich 28 Antipendien, 28 Kanzelpultdecken, 15 Altarpultdecken, 22 große leinene Altartücher, 10 Korporalien, 18 Vela, 1 Decke zur Krankenkommunion, 1 Palla, 4 Klingelbeutel, 4 Tauftischdecken, 2 Taufhandtücher, 1 Kanzelbehang, 8 Schutzdecken, 1 Bahrtuch, 1 Teppich, 1 Betpultdecke. Diese Gegenstände waren meist für mecklenburgische Kirchen bestimmt, aber auch für auswärtige. So für die Kapelle des Jägerbataillons in Colmar, für den Stadtmissionssaal in Berlin, für die Kirche zu Strelnow in Posen, für die lutherische Kirche La Valletta und für die Hügelkirche in Paris, auch nach Hannover, Schlesien, Hessen, München, Baden und nach Neu-Germania in Paraguay.
Die Paramenten- und Textilwerkstatt wird bis heute betrieben (s. u.), wenn auch nicht mehr von Diakonissen.

### Krankenhaus
Die Entstehung des Krankenhauses, das immer eine zentrale Aufgabe des Stiftes war, hängt eng mit dem Johanniterorden zusammen. Dieser suchte in Mecklenburg einen Standort für die Einrichtung eines Krankenhauses und Helene von Bülow konnte die Ordensleitung davon überzeugen, dies im Stift Bethlehem zu realisieren. Nachdem sich der Bau des Krankenhauses durch den Deutschen Krieg von 1866 verzögert hatte, konnte im Frühjahr 1867 das neue Johanniter-Krankenhaus mit 24 Betten als Männerstation und mit einer Apotheke eingeweiht werden. 1870 wurde der erste Arzt eingestellt. 1872 wurde eine Leichenkapelle gebaut. Der Großherzog als für das Gesundheitswesen des Landes Verantwortlicher initiierte einen Neubau, der nach dem Universitätskrankenhaus Rostock der größte Krankenhausbau Mecklenburgs wurde. Von den Planungen 1883 bis 1888 wurde ein Krankenhaus mit 60 Betten gebaut. Architekt war Oberhofbaurat Hermann Willebrand, der die Berliner Internationale Hygieneausstellung nutzte, um die damals neuartigen Hygiene- und Ventilationstechniken zu studieren, um sie in Ludwigslust umzusetzen. Er projektierte beispielsweise getrennte Schmutzwäschetransporte, moderne Heizsysteme oder Belüftungstechnik. Leitender Arzt wurde 1885 Wilhelm Willemer (1855–1944), der bis 1930 tätig war und zugleich mehrere Jahre Vorsitzender des mecklenburgischen Ärztevereins war. Nachfolger bis 1945 wurde sein Sohn gleichen Namens (1887–1971).

### Johanniter
Der christlichen Krankenpflege  verschrieben, organisierte der Johanniterorden im 19. Jahrhundert, auch in Mecklenburg, Krankenhäuser und Pflegeheime. Friedrich Franz II. beauftragte General Adolf Freiherr von Sell im März 1857 auch in Mecklenburg einen Johanniterverein zu bilden. Bereits am 12. November 1857 vereinbarten die Johanniter mit Helene von Bülow, ihre Jahresbeiträge dem Stift Bethlehem zur Verpflegung von Kranken zu überlassen. Dafür konnten vier Freibetten, zwei für Erwachsene und zwei für Kinder unterhalten werden. Ein „von der Mecklenburgischen Genossenschaft des Johanniterordens entsandter Vertreter“ ist bis heute Mitglied des Kuratoriums des Stiftes.

### Gemeindepflege

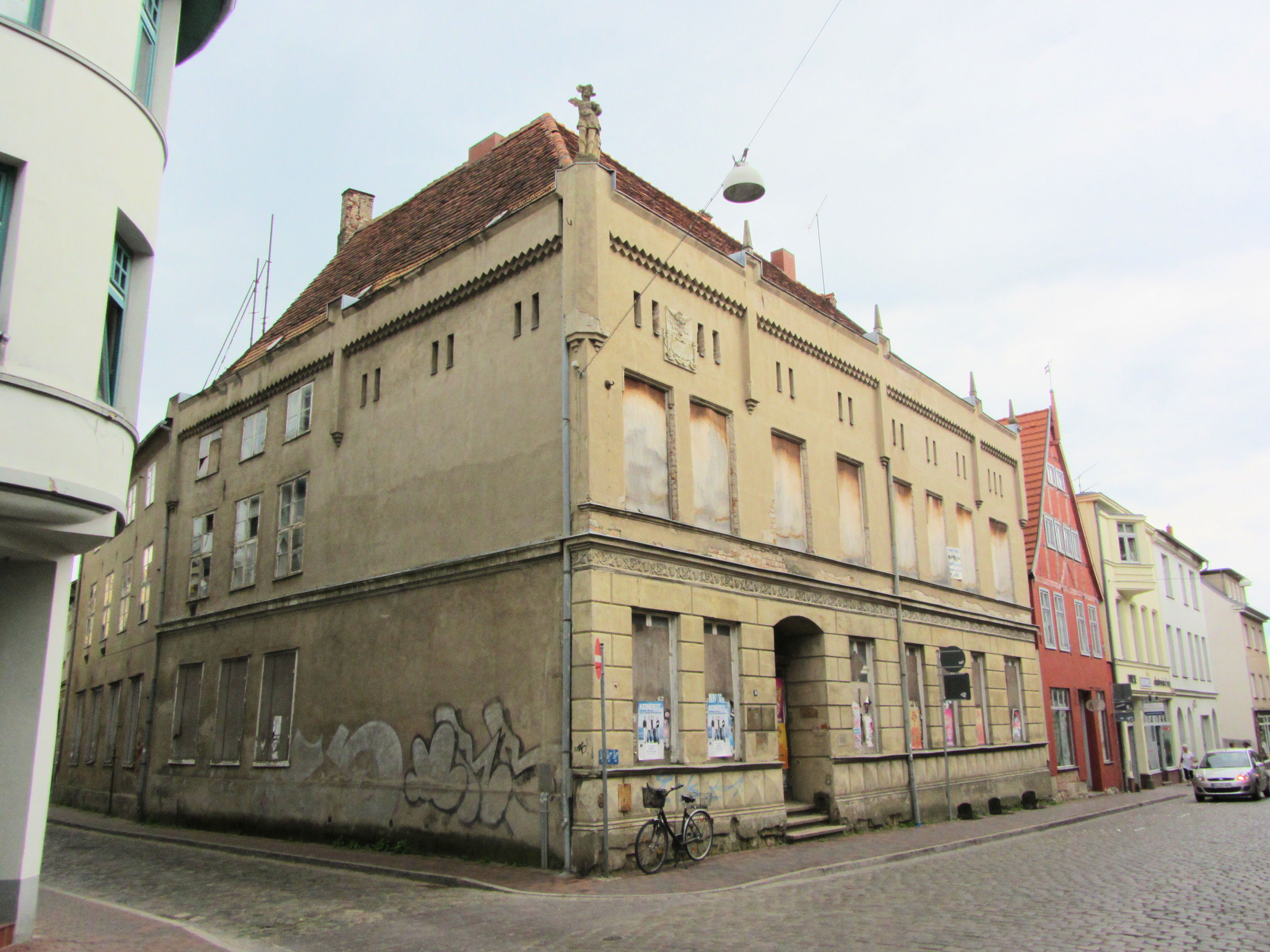
Ehemals durch das Stift genutztes Gebäude in Güstrow Gleviner Straße Nr. 10

Ein Grundpfeiler der Ideen Theodor Fliedners war die Einrichtung von Stationen für die Gemeindepflege. Hierfür fand sich allerdings im Mecklenburg des 19. Jahrhunderts keine Unterstützung. Helene von Bülow selbst sah diese Idee Fliedners eher distanziert, so dass sich dieser Zweig der Tätigkeit erst spät etablierte. Das Stift Bethlehem unterhielt Gemeindepflegestationen zuerst in Osnabrück, Oldenburg, Lübeck und Itzehoe, später in der Jakobigemeinde in Rostock. Mit der steigenden Zahl verfügbarer Diakonissen wurden Stationen in Güstrow und Doberan gegründet. 1918 waren in Mecklenburg und Lübeck 56 Gemeindepflegen aktiv. In der Regel arbeitete eine Schwester in jeder Station. Um an Tuberkulose erkrankte Kinder zu behandeln, wurde 1876 in Bad Sülze die Kinderheilanstalt Bethesda begründet, in der nach einem Neubau 1881 fast 100 Betten für Solekuren zur Verfügung standen. Eine Erweiterung 1913 mit dem Haus Siloah schuf noch einmal 50 Plätze. Auch im Kinderkrankenhaus Anna-Hospital (Schwerin) waren Diakonissen aus dem Stift Bethlehem in der Pflege tätig.

## Heute
Das Stift Bethlehem ist Träger von Seniorenheimen in Hagenow und Ludwigslust, einer Wohnanlage für Betreutes Wohnen, einer Kindertagesstätte in Grabow und unterhält eine Beratungsstelle für Erziehungs-, Ehe-, Familien- und Lebensfragen für Kinder, Jugendliche und Erwachsene. Die ambulante und stationäre Betreuung von psychisch erkrankten Menschen ist ein weiterer Schwerpunkt der Arbeit.
Seit 2011 ist das ehemalige "evangelische Krankenhaus Stift Bethlehem" und das "Kreiskrankenhaus Hagenow" unter dem Dach der "Westmecklenburg Klinikum Helene von Bülow GmbH" vereint. Die Gesellschaft wird paritätisch durch den Landkreis Ludwigslust-Parchim und das Stift Bethlehem getragen.
Die Klinikgesellschaft sichert mit ca. 320 Betten Grund- und Regelversorgung sowie die Notfallversorgung für ein Einzugsgebiet von etwa 120.000 Einwohnern. Das medizinische Leistungsspektrum wird in Ludwigslust durch Spezialisierungen in der Kardiologie, Onkologie und Gefäßchirurgie ergänzt. Das Haus ist Akademisches Lehrkrankenhaus der Universität Rostock.
Zum Stift gehört die Paramenten- und Textilwerkstatt, in der individuelle Behänge für Altar, Kanzel, Lesepult, sowie Wandbehänge, Altardecken, Abendmahlstücher, Wandgestaltungen und textile Objekte, Beffchen, Stolen und Fußbodenteppiche hergestellt werden. Eine Bäckerei stellt Oblaten, die im Gottesdienst Verwendung finden, her.

## Stiftskirche

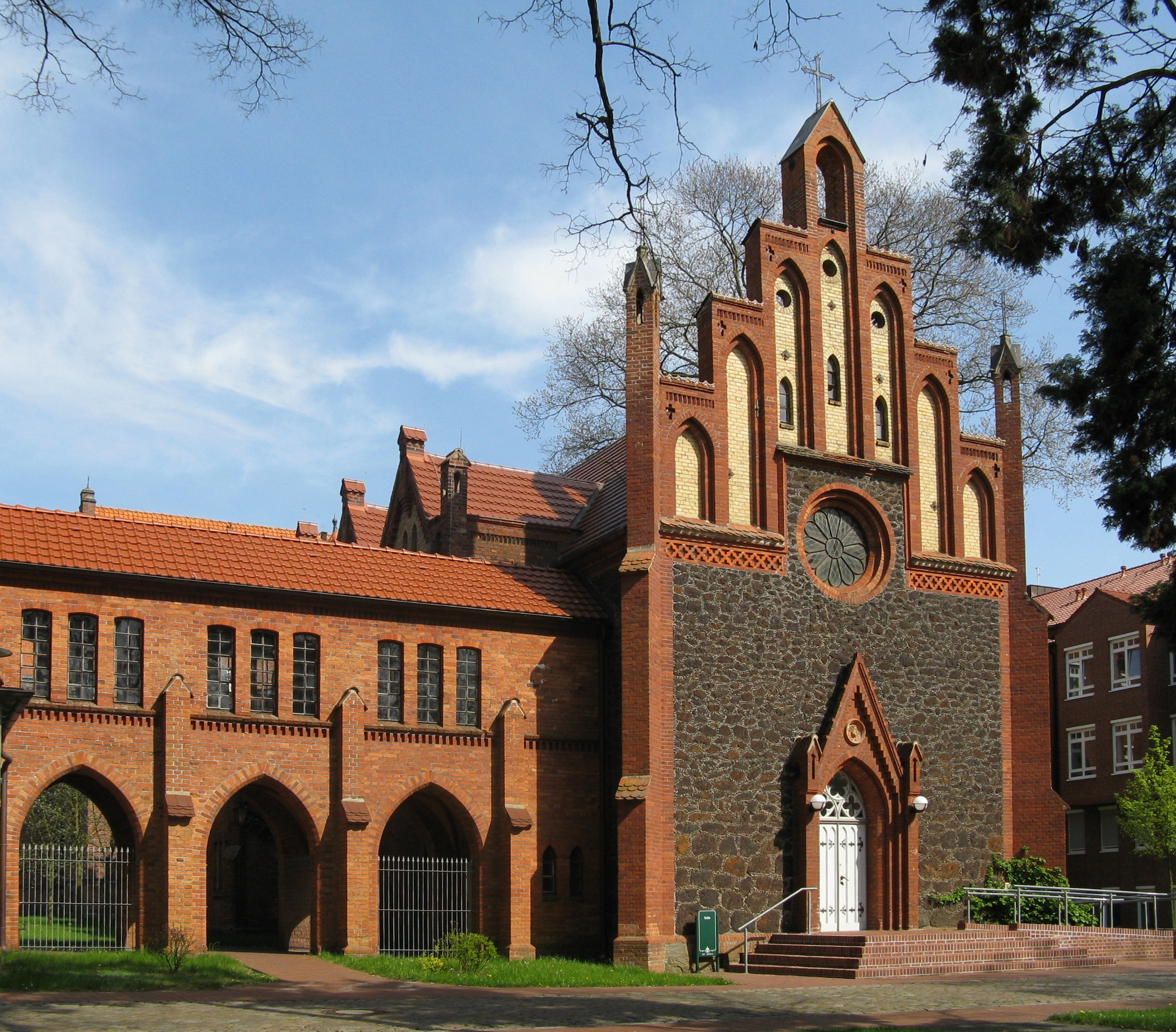
Stift Bethlehem, Stiftskirche

Nachdem 1860 mit H. Wilhelmini der erste Stiftspastor in sein Amt berufen wurde, bildete das Stift Bethlehem mit seinen Mitarbeitern eine eigene Kirchgemeinde. Der 1860 durch den Schweriner Architekten Hermann Willebrand begonnene Bau der Stiftskirche aus Ziegeln und Raseneisenstein wurde am 1. Mai 1864 eingeweiht. Der Typenentwurf geht auf den preußischen Architekten Friedrich August Stüler zurück und zeigt Parallelen zu einigen Dorfkirchen in Brandenburg (z. B. Hennickendorf, St. Nikolai Oderberg und Schulzendorf) sowie ebenfalls in Mecklenburg-Vorpommern (z. B. St.-Marien-Kirche Jarmen, St. Marien Kölzin und Peter-Pauls-Kirche Zingst). Das Altarbild stammte ursprünglich von Gaston Lenthe. Eine Umgestaltung erfolgte 1938; dazu gehören zwei von Rudolf Schäfer gemalte Bethlehemsdarstellungen. Die Stiftskirche ist als sog. Anstaltskirchengemeinde siegelberechtigt und wird durch den Stiftskirchenbeirat geleitet zu dem Vertreter der Parochialgemeinde, des Klinikums, der Stiftung und der Nordkirche gehören. In der Kirche werden jeden ersten und dritten Sonntag Gottesdienste gefeiert. In der Woche dient sie den Mitarbeitenden und den Besuchern des Kirchlichen Bildungshauses als gottesdienstlicher Raum für Andachten. Die Feiern werden durch eine Fernsehübertragungsanlage auf die Bildschirme an den Patientenbetten übertragen.
Im Jahr 1960 wurde die Glocke von 1914 in einem separaten Glockenturm angebracht. In der Kirche befindet sich eine mechanische Orgel der Firma Schuke (Potsdam) aus dem Jahr 1983.

## Oberinnen und Stiftspröpste

### Oberinnen
1. 1851–1890: Helene von Bülow
2. 1891–1922: Ina Gräfin von Bassewitz
3. 1922–1941: Gisela von Sydow
4. 1941–1951: Dela Bruhn
5. 1951–1953: Anna Haack (kommissarisch)
6. 1953–1962: Gerda Wilke
7. 1962–1964: Mathilde Schepler (kommissarisch)
8. 1964–1990: Elisabeth Lundbeck
9. 1990–1993: Irmtraud Schäfer
10. 1996–2010: Barbara Fricke

Eine Nachfolgerin werde es vorerst nicht geben, sagte Stiftspropst Jürgen Stobbe. Die Aufgaben der Oberin hätten sich verringert, nachdem das Krankenhaus vor fünf Jahren aus dem Stift ausgegliedert und in eine eigene Gesellschaft überführt worden war. Zudem gebe es in Ludwigslust nur noch fünf Diakonissen, die alle hochbetagt im Ruhestand lebten.

### Stiftspröpste
1. 1860–1866: Friedrich Wilhelmi
2. 1866–1901: Johannes Krabbe
3. 1901–1905: Friedrich Schmaltz
4. 1905–1912: Gustav Krüger
5. 1912–1937: Reinhold Rugenstein
6. 1937–1943: Helmut Preß (1904–1960)
7. 1940–1951: Heinrich Schwartze (kommissarisch)
8. 1951–1955: Walter Pagels (1901–1977)
9. 1955–1981: Hermann Eichler
10. 1981–1998: Gustav Günther
11. 1999–2005: Christoph Kindler
12. 2006–2022: Jürgen Stobbe
13. seit 2023: Ulf Harder